# Bulgarije op het Eurovisiesongfestival 2010
Bulgarije deed mee aan het Eurovisiesongfestival 2010 in Oslo. Het was de zesde deelname van het land op het Eurovisiesongfestival. BNT was verantwoordelijk voor de Bulgaarse bijdrage voor de editie van 2010.
Zanger Miroslav Kostadinov werd door de omroep intern gekozen om zijn land te vertegenwoordigen op het Songfestival. In een nationale finale zong hij vijf liedjes waarvan Angel si ti won.

## Nationale finale
| Startplaats | Lied                 | Stemmen | Eindplaats |
| ----------- | -------------------- | ------- | ---------- |
| 1           | "Eagle"              | 12,47 % | 3          |
| 2           | "Moyat pogled v teb" | 3,53 %  | 5          |
| 3           | "Twist and Tango"    | 27,42 % | 2          |
| 4           | "Ostani"             | 8,53 %  | 4          |
| 5           | "Angel si ti"        | 48,05 % | 1          |

## In Oslo
In Oslo nam Bulgarije deel aan de tweede halve finale op donderdag. Ze kwamen als dertiende aan de beurt. Bulgarije kreeg punten van Turkije (7), Verenigd koninkrijk (6), Cyprus (5) en Oekraïne (1). Deze 19 punten en een vijftiende plaats waren niet voldoende voor een deelname aan de grote finale op zaterdag.
2005 · 2006 · 2007 · 2008 · 2009 · 2010 · 2011 · 2012 · 2013 · 2014-2015 · 2016 · 2017 · 2018 · 2019-2020 · 2021 · 2022 · 2023-2025
Albanië · Armenië · Azerbeidzjan · België · Bosnië en Herzegovina · Bulgarije · Cyprus · Denemarken · Duitsland · Estland · Finland · Frankrijk · Georgië · Griekenland · Ierland · IJsland · Israël · Kroatië · Letland · Litouwen · Macedonië · Malta · Moldavië · Nederland · Noorwegen · Oekraïne · Polen · Portugal · Roemenië · Rusland · Servië · Slovenië · Slowakije · Spanje · Turkije · Verenigd Koninkrijk · Wit-Rusland · Zweden · Zwitserland